# Reflections (álbum de Apocalyptica)
| Críticas profissionais | Críticas profissionais |
| Avaliações da crítica  | Avaliações da crítica  |
| Fonte                  | Avaliação              |
| ---------------------- | ---------------------- |
| allmusic               | link                   |
| PiercingMetal          | [ 1 ]                  |

Reflections é o quarto álbum de estúdio da banda finlandesa de Cello metal Apocalyptica, lançado em 2 de Outubro de 2003.
Mais tarde, no mesmo ano, foi lançado uma edição especial chamada de Reflections Revised, contendo um DVD com o álbum original e mais cinco faixas bônus. [carece de fontes?] É o primeiro álbum da banda que inclui bateria nas músicas.

## Faixas
| N.º | Título                     | Duração |  |
| 1.  | "Prologue (Apprehension)"  | 3:12    |  |
| 2.  | "No Education"             | 3:17    |  |
| 3.  | "Faraway"                  | 5:13    |  |
| 4.  | "Somewhere Around Nothing" | 4:09    |  |
| 5.  | "Drive"                    | 3:21    |  |
| 6.  | "Cohkka"                   | 4:27    |  |
| 7.  | "Conclusion"               | 4:06    |  |
| 8.  | "Resurrection"             | 3:34    |  |
| 9.  | "Heat"                     | 3:21    |  |
| 10. | "Cortége"                  | 4:28    |  |
| 11. | "Pandemonium"              | 2:06    |  |
| 12. | "Toreador II"              | 3:56    |  |
| 13. | "Epilogue (Relief)"        | 3:29    |  |

| Reflections Revised |                                                           |                |         |  |
| N.º                 | Título                                                    | Compositor(es) | Duração |  |
| 14.                 | "Seemann" (com Nina Hagen) (cover de Rammstein)           |                | 4:43    |  |
| 15.                 | "Faraway, Vol. 2 (Extended Version)" (com Linda Sundblad) |                | 5:13    |  |
| 16.                 | "Delusion"                                                |                | 4:10    |  |
| 17.                 | "Perdition"                                               |                | 4:09    |  |
| 18.                 | "Leave Me Alone"                                          |                | 4:11    |  |

| Versão Russa |                                                                 |                |         |  |
| N.º          | Título                                                          | Compositor(es) | Duração |  |
| 19.          | "Letting the Cables Sleep (Apocalyptica Remix)" (Cover do Bush) |                | 4:03    |  |

| Relançamento Estadunidense, em 2005 |                                                           |                |         |  |
| N.º                                 | Título                                                    | Compositor(es) | Duração |  |
| 14.                                 | "Seemann" (com Nina Hagen) (cover de Rammstein)           |                | 4:43    |  |
| 15.                                 | "Faraway, Vol. 2 (Extended Version)" (com Linda Sundblad) |                | 5:12    |  |
| 16.                                 | "Deep Down Ascend" (Demo)                                 |                | 3:46    |  |
| 17.                                 | "Kellot" (Demo)                                           |                | 4:17    |  |

### DVD
Rock Am Ring 2003
1. "Faraway" (ao vivo) - 5:35
2. "Enter Sandman" (ao vivo) - 3:24
3. "Inquisition Symphony" (ao vivo) - 5:34

Lahti Concert Hall 2003
1. "Nothing Else Matters" (ao vivo) - 5:18
2. "Somewhere Around Nothing" (ao vivo) - 4:29

Vídeos
1. "Somewhere Around Nothing" - 3:47
2. "Faraway" ft. Linda Sundblad - 3:32
3. "Seemann" ft. Nina Hagen - 4:06

Outros
1. "Making of Faraway" (EPK) - 3:00
2. "Making of Reflections" (EPK) - 4:37
3. "Making of Seemann" (EPK) - 17:06